# Tour du Rio Grande do Sul
Le Tour du Rio Grande do Sul (en portugais : Volta Ciclística Internacional do Rio Grande do Sul ) est une course cycliste par étapes brésilienne disputée autour de Gravataí. Il fait partie de l'UCI America Tour depuis 2009 en catégorie 2.2. 
Créé en 2001 comme épreuve amateur sous le nom du Tour cycliste international de Gravataí (en portugais : Volta Ciclística Internacional de Gravataí), il est organisé à partir de sa cinquième édition, en 2008, par la Confederação Brasileira de Ciclismo. En 2009, l'épreuve est inscrite au calendrier UCI, dans l'UCI America Tour. L'épreuve est annulée en 2012 et 2013, puis elle prend son nom actuel en 2014.

## Palmarès
| Année     | Vainqueur                   | Deuxième                | Troisième          |
| --------- | --------------------------- | ----------------------- | ------------------ |
| 2007      | Carlos Manarelli            | Rodrigo Nascimento      | Cleiton Fadanelli  |
| 2008      | Soelito Gohr                | Nilceu dos Santos       | Daniel Rogelin     |
| 2009      | Ramiro Cabrera              | Flávio Santos           | Eduardo Pinheiro   |
| 2010      | Jaime Castañeda             | Juan Pablo Suárez       | Antônio Nascimento |
| 2011      | Renato Seabra               | José Eriberto Rodrigues | Antônio Nascimento |
| 2012-2013 | Non-disputé                 | Non-disputé             | Non-disputé        |
| 2014      | José Luis Rodríguez Aguilar | Óscar Sánchez           | Gregolry Panizo    |
| 2015      | Byron Guamá                 | William Chiarello       | Renato Ruiz        |
| 2016      | Murilo Affonso              | Kléber Ramos            | Alan Maniezzo      |

## Victoires par pays
| Victoires | Pays                            |
| --------- | ------------------------------- |
| 2         | Brésil                          |
| 1         | Chili Colombie Équateur Uruguay |